# Клаудзето
Клаудзѐто (на италиански: Clauzetto; на фриулски: Clausêt, Клаузет) е село и община в Северна Италия, провинция Порденоне, автономен регион Фриули-Венеция Джулия. Разположено е на 558 m надморска височина. Населението на общината е 402 души (към 2010 г.).
В 1976 г. селото е повредено от силни земетресения.